# Mineurs 27
Pour plus de détails, voir Fiche technique et Distribution.
Mineurs 27 est un film à suspense français réalisé par Tristan Aurouet, sorti en 2011. Le film évoque la vie de 2 adolescents, Wilson et Stan, victimes d'un même pédophile une dizaine d'années plus tôt. L'omniprésence du violeur, qui surveille ses arrières et continue de nuire, inscrit ce film dans le genre du polar. Il participe du thriller violent et sensible, qui interroge le poids du silence et les marques indélébiles du traumatisme enfantin. Avec son esthétique soignée et ses partis pris cinématographiques — format carré, photographie naturelle, son immersif — il propose une expérience visuelle forte. Toutefois, ses faiblesses narratives et son rythme inégal divisent : un film à la fois courageux et imparfait, qui touche par ses images et questionne par son contenu.

## Synopsis
Vincent Descharnes est un ancien capitaine de police au passé trouble. Dix ans plus tôt, il a volontairement enterré une affaire impliquant des abus sexuels sur des enfants — un dossier intitulé "Mineurs 27" — pour protéger une figure influente. Aujourd’hui, cet épisode qu’il croyait oublié refait surface, et son passé le rattrape brutalement.
Deux adolescents, Stan et Wilson, désormais âgés de 17 ans, ont été victimes de cette affaire étouffée. Si Wilson cherche à tourner la page, Stan, lui, est déterminé à révéler la vérité. Il mène sa propre enquête, prêt à tout pour faire éclater le scandale que la justice a ignoré. Le lien qui unissait les deux garçons se fissure, nourri par la souffrance et la colère, tandis qu’un triangle amoureux se forme autour de Déborah, une jeune fille qu’ils aiment tous les deux et qui cristallise leurs contradictions.
Au fil de son enquête, Stan exhume des preuves, confronte des témoins et provoque Descharnes. Ce dernier, acculé, tente de contenir l’affaire et de préserver ce qu’il lui reste de réputation. Mais ses mensonges passés et ses silences commencent à s’effondrer. À mesure que la tension monte, les rôles s’inversent : les anciens enfants deviennent des accusateurs, et l’ancien protecteur, un homme traqué par ses propres choix.
La confrontation finale entre Stan et Descharnes met en jeu bien plus que la vérité: elle questionne le poids du silence, la responsabilité des adultes, et la capacité de la justice à réparer les fautes du passé. Le dénouement, marqué par un twist inattendu, remet en cause les perceptions des spectateurs et offre une conclusion amère sur le cycle de la violence et de l’impunité.

## Fiche technique
- Titre original et francophone : Mineurs 27
- Titre international : Blind Valley
- Réalisation : Tristan Aurouet
- Scénario : Dominique Turin
- Casting : Antoine Carrard
- Maquillages : Simine Commien
- Cascades : Gil Demurger et Frédéric Dessains
- Dialogues : Tristan Aurouet, Dominique Turin, Jérôme Reijasse et Bruno Rolland
- Montage : Olivier Gajan
- Costume : Frédéric Cambier
- Musique : Bot'Ox
- Photographie : Arnaud Potier
- Producteurs : Philippe Gompel et Aurélia Grossmann
- Production : Manny Films, Millimages et Onyx Films
- Participation à la production : Canal+, Ciné+, le CNC, la région Poitou-Charentes, la Procirep et le département de la Charente-Maritime
- Son : Eddy Laurent
- Effets visuels : Thibaut Granier
- Post-production : Film Factory
- Distributeur : BAC Films (France)
- Pays d'origine :  France
- Genre : policier, thriller
- Format : couleur - cinémascope - 35 mm - 1.33 : 1 - tourné en 4:3
- Durée : 96 minutes
- Budget : 3,2 millions d'euros[1]
- Dates de sortie :
  - France : 2 juillet 2011 (avant-première du Festival Paris Cinéma), 21 septembre 2011 (sortie nationale)

## Distribution
- Jean-Hugues Anglade : Capitaine Descharnes
- Nassim Si Ahmed : Wilson
- Marie-Ange Casta : Deborah
- Finnegan Oldfield : Stan Casarelli
- Gilles Lellouche : Oscar Herrera
- Philippe Lellouche : Fabrice Herrera
- Aïssa Maïga : Aminata, La mère de Wilson
- Agathe Muller : La grande femme qui boit
- Éric de Montalier : Blandin
- Patrick Descamps : Jean-Paul, Le père de Stan Casarelli
- Sylvie David : Elisabeth, la mère de Stan Casarelli
- Zlatko Buric : Milos